# Chwalimierz

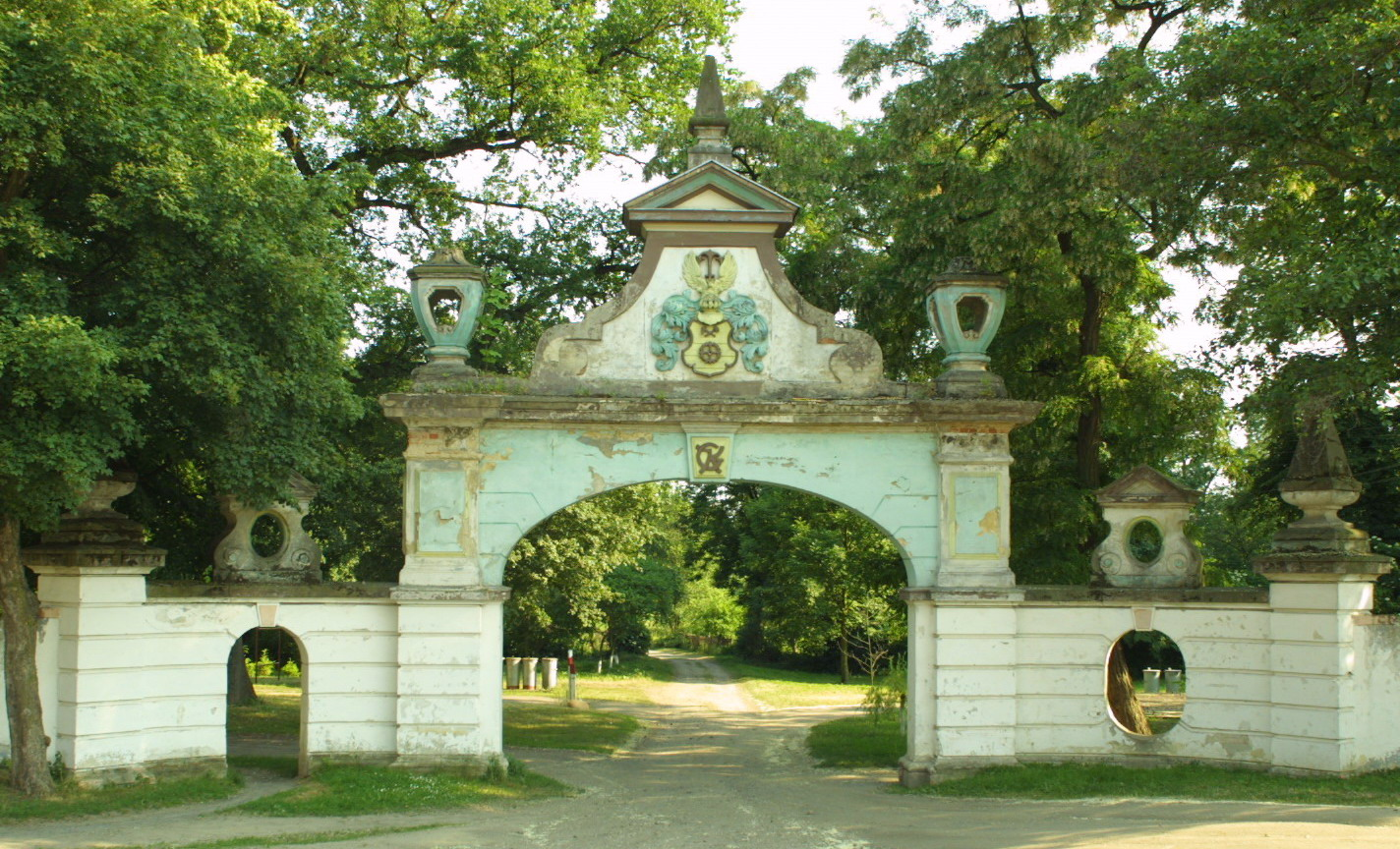
Huvudentrén till Chwalimierz slott.

Chwalimierz är en by i gminan Środa Śląska i Nedre Schlesiens vojvodskap i sydvästra Polen. Före andra världskriget tillhörde byn Tyskland och hade namnet Frankenthal.
Byn är belägen två kilometer från Środa Śląska och cirka 31 kilometer från Wrocław.